# Centris cockerelli
Centris cockerelli là một loài Hymenoptera trong họ Apidae. Loài này được Fox mô tả khoa học năm 1899.